# Nessaea magniplaga
Nessaea magniplaga är en fjärilsart som beskrevs av Johannes Karl Max Röber 1928. Nessaea magniplaga ingår i släktet Nessaea och familjen praktfjärilar. Inga underarter finns listade i Catalogue of Life.